# (5349) Paulharris
(5349) Paulharris – planetoida z grupy przecinających orbitę Marsa okrążająca Słońce w ciągu 2 lat i 238 dni w średniej odległości 863,06 j.a. Została odkryta 7 września 1988 roku przez Eleanor Helin. Przed nadaniem nazwy planetoida nosiła oznaczenie tymczasowe (5349) 1988 RA.